# 서울 사직단
사직단(社稷壇)은 대한민국 서울특별시 종로구에 있는 사적으로 조선 시대, 국가에서 토지의 신인 사(社)와 곡식의 신인 직(稷)에게 제사를 지내던 곳이다. 조선 태조가 한양에 도읍을 정하면서 좌묘우사(左廟右社)에 따라 경복궁 동쪽엔 종묘를, 서쪽엔 사직단을 배치하였다. 1963년 1월 21일 대한민국의 사적 제121호, 서울사직단으로 지정되었다가, 2011년 7월 28일 사직단으로 명칭이 변경되었다.

## 입지와 구조
사직단은 두 겹의 담장 안에 둘러싸여 있으며, 담장의 사방에는 홍살문을 세웠다. 토지의 신에게 제사지내는 사단(社壇)은 동쪽에, 곡식의 신에게 제사지내는 직단(稷壇)은 서쪽에 배치했으며, 단의 형태는 '하늘을 둥글고 땅은 네모나다'는 천원지방(天圓地方)에 의해 네모난 방형(方形)으로 만들었다. 단의 둘레에는 3층의 돌계단을 사방으로 둘렀으며, 단 위에는 각 방위에 따라 황색, 청색, 백색, 적색, 흑색 등 다섯 가지 빛깔의 흙을 덮었다.
처음 조성 시 단 주변에 동ㆍ서ㆍ북쪽 산기슭을 따라 담장을 두르고 그 안에 신실(神室)을 두었는데, 임진왜란 때 신실 등은 모두 소실되었다. 선조 말년에서야 수복되고 역대에 걸쳐 수리가 계속되었다. 신문(神門)은 정면 3칸, 측면 2칸의 단층 맞배집으로 원래의 위치에서 약간 뒤로 물러나 있다.
문화재 보호시설로 지정되어 있기 때문에 일반인의 직접 출입이나 왕래는 할 수 없고 대신 사직단 홍살문이나 돌담 너머를 통해서 제단의 모습을 볼 수 있다.

## 역사

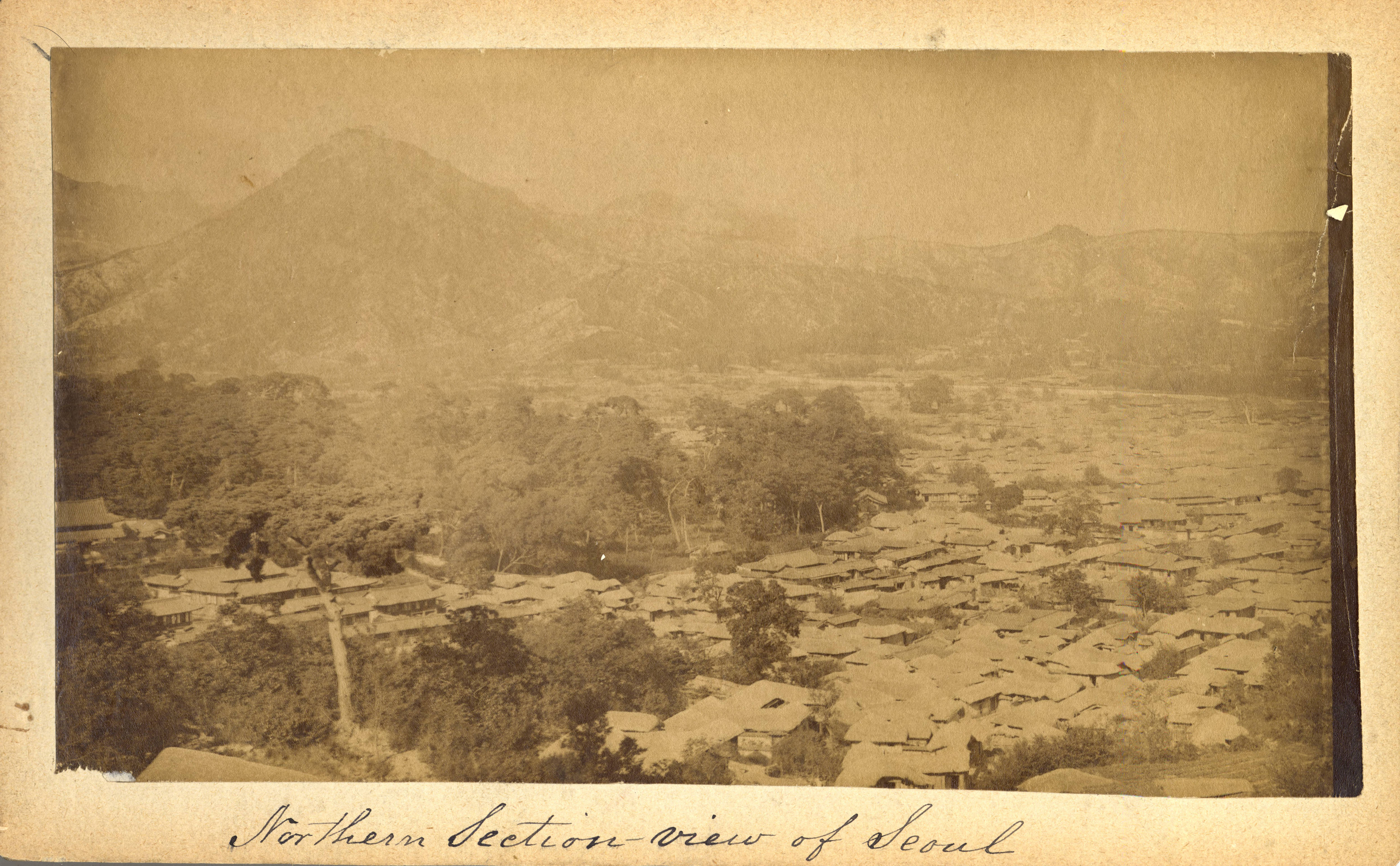
조지 클레이턴 포크가 1884년에 경희궁 북편 언덕에서 촬영한 사직단의 모습. 숲으로 둘러쌓여 있다.

조지 클레이턴 포크가 1884년에 경희궁 북편 언덕에서 촬영한 사직단의 모습. 숲으로 둘러싸여 있다.
태조가 조선 건국 당시 좌묘우사의 원칙에 따라 경복궁 동쪽에 종묘를, 서쪽에 사직단을 배치하였다. 이 둘 모두 국가의 가장 중요한 대사(大祀)이지만 이론적으로는 사직의 위상이 더 높았다.
태조 2년과 3년에 축조가 논의되어 4년(1395년)에 공사가 시작되었다. 고려의 사직은 사방 5장 규모였던데 비해 조선의 사직은 2장 5척으로 지었는데, 이는 중국에 대한 제후국의 위상에 따라 규모를 축소한 것이다. 단을 둘러싼 낮은 담인 유(壝)는 처음에는 지지 않았다. 첫 번째 사직제는 1405년 태종에 의해 거행되었다.
사직단의 제실, 단, 유, 담장은 모두 태종이 지었다. 유의 크기는 송나라의 제도를 따랐다. 각 지방의 사직단 역시 태종대에 지어져 모두 대사(大祀)로 지정되었다. 이후 성종때까지 사소한 증축 및 변형을 거친 모습은 《국조오례의》 〈사직단〉에 묘사되어 있다.
모든 구조는 선조때까지 잘 유지되어 오다가 임진왜란으로 단만 남기고 모두 사라진다. 사직의 신위는 개성의 목청전에 묻어두었다가 평양으로 옮기고, 이후 세자가 황해도와 강원도 등으로 옮기었으며 환도 후에는 심의겸의 집에 종묘의 신위와 함께 두었다. 훼손된 사직단은 선조 41년(1608년) 종묘 중건 이전에 복원한 것으로 추정한다.
인조 대에 병자호란으로 종묘사직의 신주는 강화로 피난보냈다가 강화가 함락된 후 남한산성을 거쳐 잠시 창경궁 시민당에 봉안되기도 하였다.
정조 대에는 사직제 체제나 근거가 제대로 정비되어있지 않음을 보고 이를 정비한다. 그 일환으로 《사직서의궤》가 편찬되었으며 〈사직서전도〉와 〈단유도설〉도 제작되었다.
고종은 대한제국을 선포하며 황제국의 위상에 맞게 국가제례도 격상한다. 환구단도 그 일환으로 지어졌고, 사직단에서 섬기던 국사(國社)와 국직(國稷)도 태사(太社)와 태직(太稷)으로 격상한다.
1911년 조선총독부에 의해 사직제는 폐지되고, 1921년에는 사직단을 헐고 공원을 조성하는 계획도 경성부에 의해 수립된다. 그러나 고적 보존을 근거로 조선총독부가 반대하여 사직단은 보존하되 그 주변의 고목을 활용하여 공원을 설치하는 방안으로 변경되었다. 1922년에 경희궁 황학정을 사직단 북쪽으로 이전하는 등 공원을 조성하고 1923년 공원이 개장되었다. 이 공원은 아동정원, 테니스 코트, 변소 등을 갖추었다.
해방 이후에는 아동을 위한 시설이 들어섰다. 소년수용소가 지어졌다가 이후 아동보호소로 개편되었고, 1958년에는 시립영아원으로 변경되었다. 보육병원도 지어졌다가 이후 시립아동병원으로 개편되었으며, 이 건물은 현재 어린이도서관으로 사용중이다.
종로구와 서대문구를 잇는 사직터널과 사직로가 개통되며 사직문이 이전되었다. 이후 사직공원은 사직동과 효자동 등 인근 주민들의 휴식처가 되었다. 또 부지 측면에는 서울 최초의 공공도서관인 종로도서관(구 경성도서관), 한국 최초의 어린이도서관인 서울시립어린이도서관 등이 들어섰다. 이후 1980년대 말에 사직단 정비 사업이 추진되어 조선시대 제단과 그 주변이 일부 복원되었다.

## 시설 관리
사직단의 관리는 종전 서울특별시 종로구청에서 담당하였으나, 종묘와 사직은 조선왕조의 존립 기반인 상징적 시설물인 점을 감안하여 2012년 1월 1일부터 문화재청장이 직접 관리하고 있다. 2010년대 들어 문화재청은 사직단 복원 계획을 세우고 종로도서관과 어린이도서관을 허물고 조선시대 사직단 부지 전체를 다시 확보하려 했으나, 주민들과 뜻있는 시민들의 반대로 무산됐다. 그러나 사직 시민공원은 폐쇄됐고, 현재 조선시대 제단과 부속물들을 만드는 공사 및 발굴조사를 진행하였다.
2022년 전사청 권역의 복원이 완료되었다.

## 사진

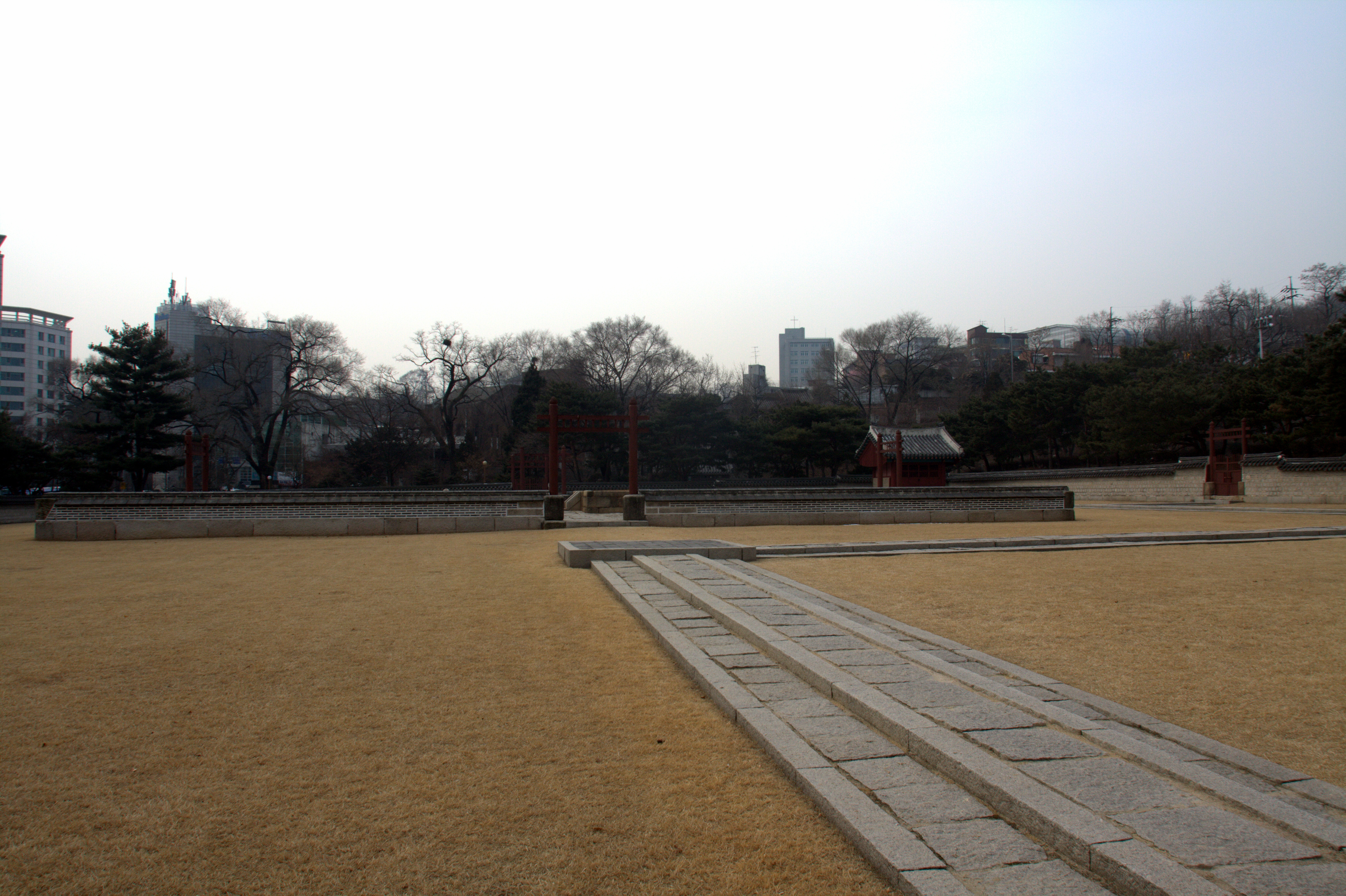
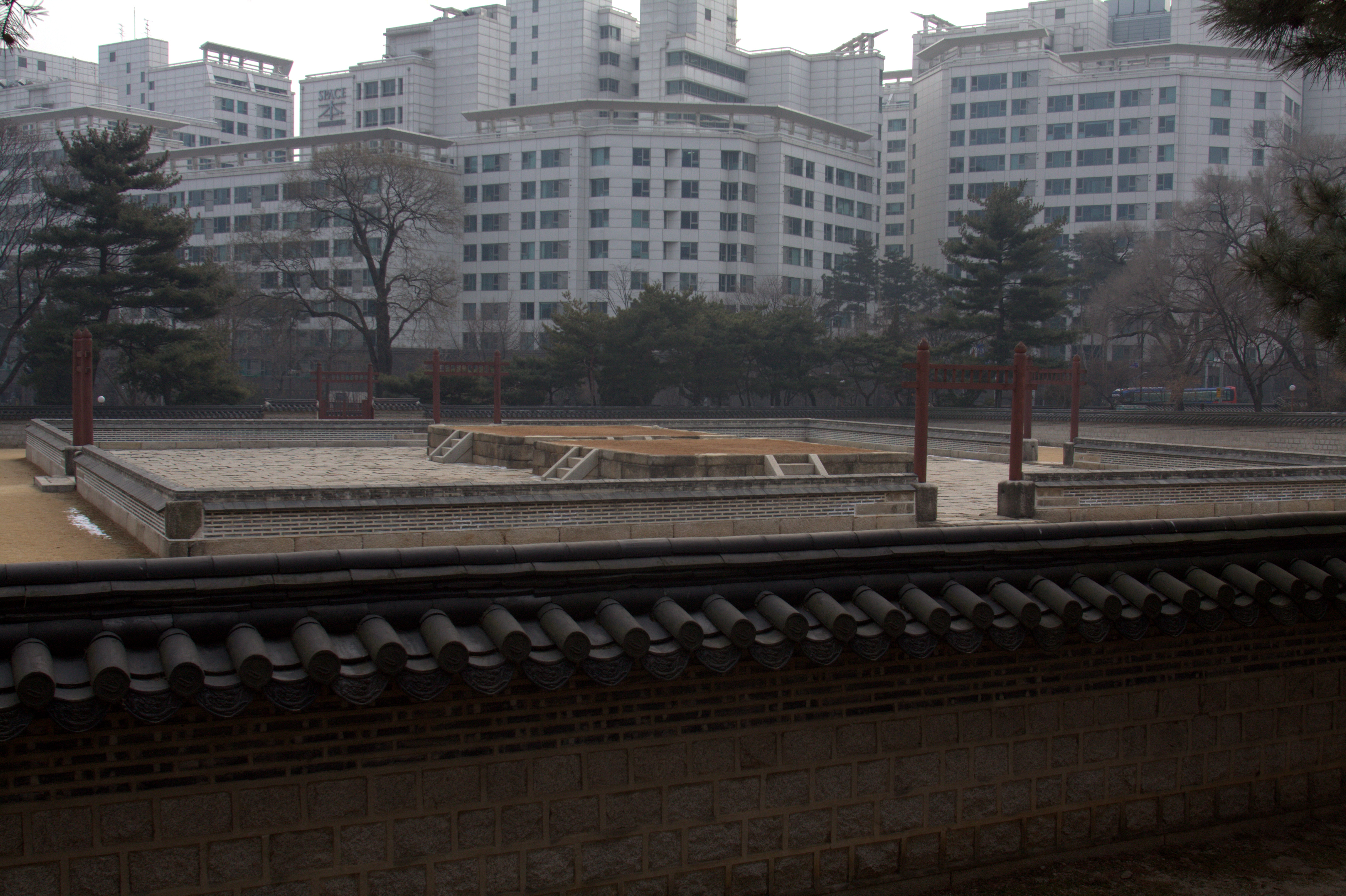

## 같이 보기
- 사직단 대문
- 종묘
- 사직
- 사직단
- 사직대제
- 사직공원
- 환구단